# Goseki Kojima
Goseki Kojima (小島 剛夕,Kojima Gōseki; Yokkaichi, 3 november 1928 - Tokio, 5 januari 2000) was een  mangaka.

## Biografie
Kojima werd op dezelfde dag geboren als Osamu Tezuka. Na het behalen van zijn middelbareschooldiploma verdiende Kojima de kost met het schilderen van bioscoopaffiches.    
In 1950 verhuisde hij naar Tokio. Het daar aanwezige naoorlogse milieu leidde tot manga's voor het armere volk.   
In 1967 creëerde Kojima Dojinki, zijn eerste manga voor een tijdschrift. In 1970 werkte hij samen met de schrijver Kazuo Koike, wat uitmondde in Lone Wolf and Cub, hun eerste bekende werk. Koike en Kojima werden toen weleens 'het gouden duo' genoemd.
Kojima stierf op 5 januari 2000 op eenenzeventigjarige leeftijd.